# Ébedjésus de Nisibe
Ébedjésus de Nisibe ou Ébedjésu Bar Berika (en syriaque ʰbhedhišoʰ Bar Berikha, maintenant souvent transcrit Abdisho) ou Mar Odisho , né vers 1250 et mort en novembre 1318, est un métropolite de Nisibe (intronisé en 1290-1291) et un des auteurs les plus représentatifs de l'Église de l'Orient , mais aussi l'un des derniers écrivains importants de langue syriaque.

## Œuvre
Son œuvre inclut : un catalogue raisonné des livres contenus dans la bibliothèque métropolitaine de Nisibe, rédigé en vers heptasyllabes (document d'une valeur inestimable, une grande partie des ouvrages cités ayant disparu depuis lors) ; deux ouvrages de droit canonique ; un ouvrage théologique nommé le Livre de la perle sur la vérité de la foi ; et un recueil de cinquante homélies en vers intitulé Le Paradis de l'Éden. Il faut y ajouter de courts traités sur différents sujets, et de la poésie liturgique. D'autre part, plusieurs de ses ouvrages ont été perdus (toute son œuvre d'exégèse biblique, un livre sur la philosophie grecque, un autre sur la réfutation des hérésies).
Le Paradis de l'Éden a été composé à l'imitation des Maqâmat d'al-Hariri, avec la volonté de surpasser la virtuosité technique de l'auteur arabophone, peut-être pour essayer de prouver une dernière fois la supériorité du syriaque sur l'arabe. Par exemple, la 3e homélie est composée de vers de seize syllabes qui se lisent indifféremment de droite à gauche ou de gauche à droite ; dans la 21e, chaque vers contient les vingt-deux lettres de l'alphabet syriaque. Finalement, les poèmes sont si peu lisibles que l'auteur a dû les flanquer d'un commentaire pour en expliquer le sens.
Le Livre de la perle sur la vérité de la foi est la dernière grande somme théologique de l'Église de l'Orient. L'ouvrage est divisé en cinq sections, consacrées à Dieu, à la Création, à la vie chrétienne, aux sacrements et aux signes de la vie future. Ébedjésus rejette l'appellation « nestoriens » donnée aux fidèles de son Église. Il y a sept sacrements, comme dans le catholicisme, mais ce ne sont pas les mêmes : ce sont l'ordination, le baptême, la confirmation (administrée en même temps que le baptême), l'eucharistie, la rémission des péchés, le saint ferment (préparation rituelle du pain eucharistique) et le signe de croix (mais ni le mariage, ni l'extrême-onction). Ébedjésus traduisit lui-même cet ouvrage en arabe, car à son époque la connaissance du syriaque était de moins en moins répandue.
Mais Ébedjésus est surtout célèbre comme canoniste. Encore simple moine, à la demande du catholicos Mar Denha Ier (1265-1281), il composa une Collection des canons synodaux où ils n'étaient plus présentés de façon simplement chronologique, comme traditionnellement, mais classés par matière. L'ouvrage est divisé en deux grandes parties, la première concernant tous les fidèles, la seconde le clergé. La première partie se subdivise en cinq sections : la profession de foi et les obligations de tous les fidèles ; le mariage ; les héritages ; les causes séculières entre chrétiens (interdiction de s'adresser aux tribunaux des infidèles) ; puis à nouveau les obligations communes (prière quatre fois par jour, eucharistie hebdomadaire, jeûnes, entretien collectif d'institutions charitables...). La seconde partie a une section consacrée à l'organisation hiérarchique du clergé, et une autre, très précieuse, aux écoles (une école primaire auprès de chaque église « paroissiale », et obligation pour tous les fidèles d'y envoyer leurs enfants; établissements supérieurs avec l'organisation des études).
Devenu métropolite, Ébedjésus entreprend la rédaction d'un ouvrage plus volumineux, les Règles des jugements ecclésiastiques et des successions. Il y développe les règles qui s'imposent aux juges de l'Église (prélats ou clercs désignés par eux) ; il revient longuement sur la question du mariage (consentement obligatoire des deux conjoints, monogamie, indissolubilité du mariage, mais séparation autorisée dans des cas précis, et divorce pour incompatibilité d'humeur possible au bout de dix ans en l'absence d'enfant) ; il traite aussi de l'esclavage, de l'interdiction de la vendetta, des cas de peine de mort (non seulement meurtre, mais vol nocturne, ou à main armée, ou en perçant un mur, enlèvement d'homme ou de bétail).
Les deux ouvrages de droit canon d'Ébedjésus furent adoptés comme textes officiels de l'Église par le synode qui procéda à l'élection du catholicos Timothée II en février 1318. Ils sont demeurés jusqu'au XXe siècle les textes fondamentaux du droit dans l'Église de l'Orient.

### Œuvres
- « Carmen Ebed-Jesu, metropolitae Sobae et Armeniae, continens catalogum librorum omnium ecclesiasticorum », dans Joseph-Simonius Assemani, Bibliotheca orientalis Clementino-Vaticana, t. III, pars I, Rome, 1725.
- (de) Anton Baumstark, Geschichte der syrischen Literatur mit Ausschluss der christlich palästinensischen Texte, Bonn 1922 (réimpr. Berlin, 1968), S. 323 ff.
- (de) Georg Graf, Geschichte der christlichen arabischen Literatur, 5 Bde., 1944-1949, Bd. 1, S.165 ; Bd. 2, S. 214 ff.
- René Lavenant, Ebedjesus (cAbdīšōc) bar Berīkā, LThK3 Bd. 3, sp. 423-424.
- Nomocanon.